# Camille Barrère
Pour les articles homonymes, voir Barrère.
Camille Barrère, né le 23 octobre 1851 à La Charité-sur-Loire et mort le 7 octobre 1940 à Paris, est un diplomate français.

## Biographie
Fils d'un instituteur républicain, proscrit après le coup d'État du 2 décembre 1851, il est élevé en Angleterre, devient parfaitement anglophone et y rencontre Martin Nadaud, ancien et futur député républicain d'extrême gauche. Rentré en France en 1870, il doit à nouveau s'exiler à Londres, l'année suivante, car considéré comme ancien communard. Il écrivit en effet de nombreux articles favorables à la révolution de 1871 dans La Sociale.
Il devient un temps secrétaire de Martin Nadaud à la préfecture de Guéret, puis journaliste. Enfin, il rejoint la diplomatie par volonté des différents gouvernements de la Troisième République d'élargir un peu la base sociale de ce corps jusque-là réservée à l'aristocratie (la dynastie des Margerie ou des Saint-Aulaire) ou la haute bourgeoisie (les frères Jules et Paul Cambon). Il est successivement consul général au Caire (1883/1885), puis ministre plénipotentiaire à Stockholm (1885/1888), avant d'être nommé à Munich. Sa parfaite connaissance de l'anglais et de la mentalité britannique le fait apprécier au Quai d'Orsay en ce temps d'Entente cordiale.

### Rome (1897-1924)
Il est ambassadeur de France à Rome de 1897 à 1924. Il favorise la signature d'un traité de commerce entre la France et l'Italie, élabore un règlement amiable pour le contentieux colonial en Libye (Accord franco-italien de 1900), puis agit pour maintenir l'Italie dans la neutralité en septembre 1914, avant de lui faire renverser ses alliances au profit de l'Entente franco-britannique en 1915. C'est à cause de lui que Guillaume II écrit dans son journal, en septembre 1914 : « Nos alliés se détachent de nous comme des poires pourries… ».
Sous les auspices d'Albert Besnard, alors directeur de l'Académie de France à Rome, il a en 1916 une entrevue à la Villa Médicis avec le cardinal belge Mercier, chef de file de la résistance morale à l'occupation allemande.
En juillet 1924, il est démis de son poste par Édouard Herriot, après la victoire électorale du Cartel des gauches, car considéré comme un proche de Raymond Poincaré, Président du Conseil sortant. En 1926, il est élu membre de l'Académie des sciences morales et politiques.

#### Sympathies pour le mouvement fasciste en Italie
Au cours de sa présence en Italie, Barrère exprima des sympathies pour le mouvement fasciste italien : Barrère « considéraient le mouvement fasciste naissant avec une faveur et un enthousiasme presque sans réserve », allant jusqu'à apporter personnellement un soutien financier à Benito Mussolini.

### Paris (1924-1940)
Il rentre au conseil d'administration de la Société de construction des Batignolles en 1929, qu'il quittera en 1936 pour raison de santé. Il est également administrateur de la Compagnie du canal de Suez et président de la Société financière française et coloniale (SFFC).
Dans sa correspondance en anglais avec Lady Violet Milner, la belle-fille de Lord Salisbury, pour la période 1931-1935, il exprime sa colère devant le manque de vision d'homme d'État de la part du personnel politique, notamment devant les menaces de l'Allemagne contre l'Autriche ; d'autre part, il y proteste vigoureusement contre l'accord naval germano-britannique de 1935, négocié sans concertation préalable avec la France, entre John Allsebrook Simon Secrétaire au Foreign Office et Ribbentrop Reichminister sans-portefeuille. Il y écrit : « L'absence d'amis est préférable aux faux-amis ».
Il était aussi un violoniste accompli et le propriétaire de plusieurs violons historiques ; en particulier un Guarneri del Gesù, le violon "Rovelli" de 1742, et un Stradivarius de 1727, le violon « Barrère » joué par Janine Jansen, la célèbre musicienne néerlandaise.
Albert Besnard a exécuté en 1906 son portrait en pied dans la galerie du palais Farnèse.
À sa mort, en 1940, il était l'avant-dernier communard encore en vie.
Il est inhumé au cimetière de Passy (7e division).

## Hygiénisme et santé publique
Barrère, qui a « participé à toutes les conférences sanitaires internationales depuis celle de 1892 », lui valant le titre de « Mathusalem de l'action sanitaire internationale » est aussi l'un des initiateurs et fervent défenseurs de l'Office international d'hygiène publique (OIHP, fondé en 1906) et de son indépendance par rapport à la Société des Nations (une bataille qu'il perdra après son décès, l'OIHP fusionnant avec l'OMS après la Seconde Guerre mondiale). Malgré « le rôle qu'il joua en santé publique internationale pendant un demi-siècle, Barrère n'était pas un "professionnel" de la santé mais un diplomate ». Il continuera à assister aux réunions de l'Office international d'hygiène publique jusqu'à sa mort.

## Décorations
- Grand-croix de la Légion d'honneur (France).
- Grand-croix de l'ordre des Saints-Maurice-et-Lazare(Royaume d'Italie).
- Grand croix de l'ordre François Joseph (Empire d'Autriche-Hongrie).
- Grand croix de l'ordre Impérial de Leopold (Empire d'Autriche-Hongrie).
- Grand croix de l'ordre d'Osmanie (Empire ottoman).